# Lycus fulvellus
Lycus fulvellus är en skalbaggsart som beskrevs av Leconte 1881. Lycus fulvellus ingår i släktet Lycus och familjen rödvingebaggar. Inga underarter finns listade i Catalogue of Life.